# О религиозных войнах учеников шейха Багаутдина против инородцев Западной Сибири
«О религиозных войнах учеников шейха Багаутдина против инородцев Западной Сибири» — две компилятивные сибирско-татарские рукописи, повествующие об исторических событиях, относящихся к 1394—1395 годам и связанных с распространением ислама среди тюркоязычного и частично угроязычного населения Среднего Прииртышья. Объясняют появление многочисленных астан на территории юга Тюменской области.

## История находки
Рукописи были впервые переведены на русский язык и опубликованы под названием «О религиозных войнах учеников шейха Багауддина против инородцев Западной Сибири» тюркологом, профессором Казанского университета Н. Ф. Катановым. Сначала они были изданы в 1903 году в «Учёных записках Казанского университета» (Вып. 12. 1903. С. 133—146), а на следующий год вышли там же отдельным оттиском. Чуть позже рукописи появились на страницах «Ежегодника Тобольского губернского музея» (Вып. 14. 1904. С. 191—216).
Согласно версии сотрудника Тобольского музея-заповедника И. В. Белича, катановские рукописи приобретены 18 августа 1900 года «консерватором» музея Н. Л. Скалозубовым у смотрителя астаны в с. Большой Карагай Вагайского района Тюменской области.